# Dionizjusz Mały
Dionizjusz Mały, również Dionizy Mały lub Mniejszy (łac. Dionisius Exiguus; ur. ok. 470 w Scytii Mniejszej, zm. ok. 544) − wczesnochrześcijański pisarz, teolog, ormiański mnich i ojciec Kościoła.
Od 500 roku pędził życie mnicha w Rzymie. Znał grekę i łacinę. Był przyjacielem Kasjodora.
Na polecenie papieża Jana I Dionizjusz Mały ustalił datę narodzin Jezusa Chrystusa w nowej tabeli paschalnej wzorowanej na tabeli Cyryla Aleksandryjskiego. Obliczył, że Jezus Chrystus urodził się 25 grudnia 753 roku od założenia Rzymu (Ab Urbe condita). Od roku następującego po tej dacie (rok 1 n.e.) zaczął liczyć erę chrześcijańską, od jego imienia zwaną także erą dionizyjską. Papież Jan I wprowadził ten nowy sposób datowania, oparty na początku ery chrześcijaństwa.
Dionizy popełnił jednak błąd w swych obliczeniach wyznaczając początek ery chrześcijańskiej na rok 754 ery rzymskiej, podczas gdy poprawną datą narodzin Chrystusa jest prawdopodobnie rok 5 p.n.e. lub 4 p.n.e.
Dionizjusz ustalił również sposób obliczania daty Wielkanocy.
Uważany jest za ojca prawa kościelnego, zwanego też kanonicznym. Napisał Liber canonum ("Księgę kanonów") oraz Liber decretorum ("Księgę dekretów").
Kodeks kościelnych kanonów jest zbiorem przepisów prawnych począwszy od czasów apostolskich, przez uchwały różnych synodów i soborów, aż do dokumentów sporządzonych przez papieża Hormizdasa (514–523). Jest autorem wielu tłumaczeń pism greckich na łacinę.